# Вулканічний комплекс Лак-де-Вент
 Вулканічний комплекс Лак-де-Венс має магнітуду 2,3 км потужний архейський вулканічний комплекс у зеленокаменному поясі Абітібі в Квебеку, Канада. Це важлива частина великої підводної вулканічної структури.